# Amastridium veliferum
Amastridium veliferum — вид змій родини полозових (Colubridae). Мешкає в Центральній Америці.

## Поширення і екологія
Amastridium veliferum мешкають на півдні Нікарагуа, в Коста-Риці, центральній і західній Панамі. Вони живуть у вологих тропічних лісах на рівнинах і в передгір'ях, серед опалого листя, на висоті до 1200 м над рівнем моря. Живляться дрібними амфібіями, відкладають яйця.